# 阿尔肯
阿尔肯（荷蘭語：Alken，荷蘭語發音：[ˈɑlkə(n)] ⓘ）是比利时弗拉芒大區林堡省通厄倫區的一个市镇，通行荷蘭語，是弗拉芒社群的一部分，面积28.14平方千米，人口11,757人（2022年1月1日）。